# Гупи поёт, Багха танцует
«Гупи поёт, Багха танцует» (бенг. গুপী গাইন বাঘা বাইন, Goopy Gyne Bagha Byne) — индийский фильм 1968 года режиссёра Сатьяджита Рая. В основе картины лёг рассказ деда режиссёра Упендракишора Рай Чоудхури.
Фильм имел феноменальный успех, а сумев продержаться в прокате 103 недели, что остается самым длительным периодом проката для бенгальского фильма по сей день.

## Сюжет
Гупи с детства хотел петь, а Багха играть на барабанах, однако оба были обделены музыкальными талантами. После того как Гупи выдворили из родного королевства за то, что своими музыкальными потугами он побеспокоил правителя, он встретил Багху, которого также изгнали из родной деревни за громкий бой в барабаны. Столкнувшись с армией призраков, они получили от их короля способность получать еду и одежду, хлопая друг друга по ладони; волшебные туфли, способные доставить куда угодно, и музыкальный талант.
Узнав, что в королевстве Шунди проходит музыкальный турнир, оба героя отправляются туда. От короля Шунди они узнают, что все жители королевства из-за загадочной болезни перестали говорить, а соседнее королевство Халла, премьер-министр которого на пару с магом превратили местного короля в жестокого диктатора, собирается напасть на Шунди.

## В ролях
| Актёр                    | Роль                        |
| ------------------------ | --------------------------- |
| Тапан Чаттерджи          | Гупи                        |
| Роби Гош                 | Багха                       |
| Сантош Дутта             | король Шунди и король Халлы |
| Хариндранат Чаттопадхьяй | Борфи маг                   |
| Аджой Банерджи           | гость Халлы                 |
| Ратан Банерджи           | придворный певец Шунди      |
| Дургадас Баннерджи       | король Амлоки               |
| Биной Бозе               | деревенский староста        |
| Говинда Чакраварти       | отец Гупи                   |
| Абани Чаттерджи          | деревенский староста        |

## Награды и номинации
- номинация на премию «Золотой медведь» на Берлинском кинофестивале[1]
- Национальная кинопремия Индии за лучший художественный фильм[2]
- Национальная кинопремия Индии за лучшую режиссуру — Сатьяджит Рай[2]

## Рецензии
- Кудрявцев С. В. Гупи поёт, Багха танцует // 3500: книга кинорецензий. — М.: Печатный Двор, 2008. — Т. 1. А-М. — С. 261—262. — ISBN 978-5-9901318-1-1.
- Рагхавендра М. К. Пацифизм без назидательности // Кино Индии вчера и сегодня. — М.: Новое литературное обозрение, 2020. — С. 249—254. — (Кинотексты).
- Соболев Р. Сатьяджит Рай и «калькутская школа кино» // Кино Индии / Редкол.: Л. М. Будяк, Е. С. Громов, В. М. Муриан и др.. — М.: Искусство, 1988. — С. 85—87.
- Basu, Amrita. Right(ing) the Writing: An Exploration of Satyajit Ray’s Goopy Gyne Bagha Byne (англ.) // International Journal of Humanities and Cultural Studies. — 2014. — Vol. 1, no. 2. — P. 62—73. — ISSN 2356-5926.